# Doudou Masta
Doudou Masta, pseudonimo di Mamadou Doumbia (Vitry-sur-Seine, 12 febbraio 1975), è un rapper, attore e doppiatore francese.

## Biografia
Come cantante realizzò nel 1998 il suo primo album, nella carriera cinematografica ebbe risalto la sua interpretazione in The Horde nella parte di Bola, fratello di Ade.

## Filmografia

### Cinema
- The Horde, regia di Yannick Dahan e Benjamin Rocher (2009)
- Bitter Victory, regia di François Favrat (2009)
- Le Mac, regia di Pascal Bourdiaux (2010)
- Sposami, stupido! (Épouse-moi mon pote), regia di Tarek Boudali (2017)

### Televisione
- La Commune – serie TV, 8 episodi (2007)
- Rani – serie TV, 4 episodi (2011)
- Leo Mattei - Unità Speciale (Léo Matteï, Brigade des mineurs) – serie TV, 6 episodi (2013-2016)
- Braquo – serie TV, 4 episodi (2016)
- Nina – serie TV, episodio 3x06 (2017)
- The Spanish Princess – miniserie TV, 5 puntate (2019)
- La Révolution – serie TV, 8 episodi (2020)
- I fiumi di porpora - La serie (Les Rivières pourpres) – serie TV, episodi 3x07-3x08 (2021)
- Morgane - Detective geniale (HPI) – serie TV, episodi 3x05-3x08 (2023)

## Discografia
- 1998 - Trop loin
- 2003 - Mastamorphoze